# Void Cube

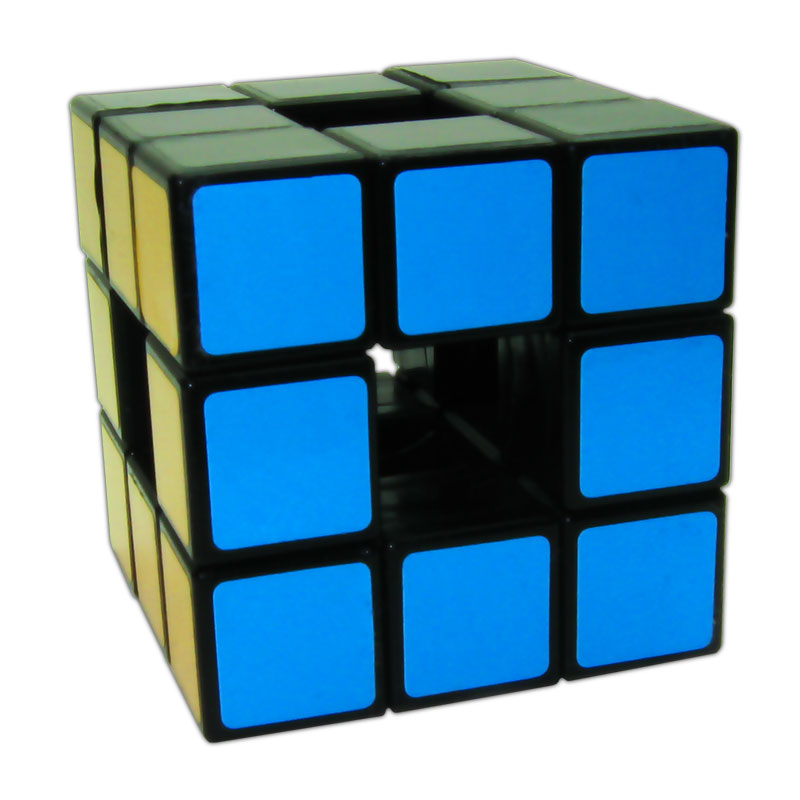
Void Cube

De Void Cube is een mechanische 3D-puzzel gelijkaardig aan de Rubiks kubus, met een opmerkbaar verschil zijnde dat middenblokken ontbreken. Het centrale draaimechanisme "core" gebruikt in de Rubiks kubus ontbreekt ook waardoor er gaten helemaal door de kubus zijn op alle 3 assen. Door het beperkte volume heeft de puzzel een ander draaimechanisme dan de gewone Rubiks kubus. De Void Cube is uitgevonden door Katsuhiko Okamoto.

## Oplossing
De Void Cube is een beetje moeilijker dan de gewone Rubiks kubus door een pariteitsfout. Het gebrek aan middenblokken geeft minder informatie voor de oriëntatie, en kan als gevolg hebben dat er een pariteitsfout opduikt bij het oplossen van de laatste laag. Het is mogelijk om deze laatste laag toch op te lossen door een eenvoudig algoritme toe te passen.